# غيلدروي لوكهارت
غيلدروي لوكهارت غليدروي، غلدروي، جليدروي، جيلدروي (بالإنكليزية: Gilderoy Lockhart) شخصية خيالية لساحر في سلسلة هاري بوتر للمؤلفة البريطانية ج. ك. رولنغ. عمل مدرساً لمادة الدفاع ضد السحر الأسود في مدرسة هوغوورتس للسحر والشعوذة لعام دراسي واحد هو 1992 - 1993، وخلال فترة عمله فُتحت حجرة الأسرار. ساحر شهير بسبب كتبه، حصل على وسام ميرلن من الدرجة الثالثة، وعلى .عضوية فخرية في عدد من جمعيات الدفاع ضد فنون السحر الأسود، واختير خمس مرات كصاحب أجمل ابتسامة لساحر في مجلة الساحرة الأسبوعية. تتصدر كتبه قائمة أفضل المبيعات.و هو أحد المشاهير السحرة الذي كتب العديد من الكتب حول مغامراته المثيرة التي واجه فيها مخلوقات الظلام.
عندما أنعكست تعويذته عليه في أخر الجزء الثاني من الرواية ظل مريضا بالمستشفي حتى الجزء الخامس على الأقل